# Altruismo eficaz
El altruismo eficaz o altruismo efectivo es una filosofía y movimiento social que aplica la evidencia y la razón para determinar las maneras más eficaces de ayudar a otros. Altruismo significa mejorar las vidas de los demás, a diferencia de egoísmo, que enfatiza solo el interés propio. Eficacia se refiere a lograr el mayor bien posible con los recursos disponibles, así como determinar qué es el mayor bien posible.
Se considera altruista eficaz a alguien que se esfuerza por considerar todas las causas y acciones conocidas para actuar de manera que sus acciones tengan el mayor impacto positivo. Este enfoque basado en la evidencia distingue el altruismo efectivo del altruismo tradicional o la caridad clásica, y a veces involucra la realización de acciones que son poco intuitivas o prominentes emocionalmente. 
Entre las personalidades destacadas que participan en el movimiento destacan el cofundador de PayPal Peter Thiel, el cofundador de Skype Jaan Tallinn, el cofundador de Facebook Dustin Moskovitz, y los filósofos William MacAskill, Toby Ord, Peter Singer y Thomas Pogge.

## Principios
Los filósofos jugaron un papel importante en la creación del altruismo efectivo y gran parte de la literatura publicada sobre el altruismo efectivo plantea preguntas filosóficas sobre por qué y cómo usar la evidencia y el razonamiento para determinar las formas más efectivas de beneficiar a los demás, y luego trata de averiguar las respuestas más plausibles a esas preguntas, para que la gente pueda tomar medidas sobre la base de esas respuestas. Tales preguntas filosóficas cambian el punto de partida del razonamiento de "qué hacer" a por qué y cómo hacerlo.
En las siguientes subsecciones se describen importantes ideas que se discuten en la literatura publicada sobre el altruismo efectivo.

### Relación costo-beneficio

Manifestación de años de vida ajustados por calidad: (QALYs) para dos individuos.

La relación costo-beneficio se refiere al bien logrado con la aplicación de las intervenciones caritativas. Por ejemplo, la relación costo-beneficio de las intervenciones en salud puede medirse en años de vida ajustados por calidad (QALYs) por cada euro invertido.
Donar eficazmente es un componente importante del altruismo eficaz debido a que algunos organismos de caridad son mucho más eficaces que otros. Entre aquellos que tienen éxito, algunos logran resultados mucho mejores con menor dinero, mientras que otros organismos ni siquiera logran alcanzar sus metas. Usualmente, las organizaciones de altruismo eficaz utilizan pruebas controladas aleatorizadas como fuente de evidencia para determinar qué acciones son más efectivas.
El concepto de costo-beneficio es relativamente nuevo en el ámbito de la caridad y es frecuentemente utilizado por los economistas. Muchos altruistas eficaces provienen de la filosofía, la economía o las matemáticas, áreas que involucran el pensamiento racional y cuantitativo.
Los altruistas eficaces también han impulsado la idea de que la selección de una causa a la cual donar debería basarse en el valor marginal de las contribuciones a esa causa, y no en lo que las contribuciones hayan logrado hasta la fecha.

### Priorización de causas
Muchos altruistas eficaces asignan gran valor a identificar cuáles son las causas de mayor importancia. Por ejemplo, si bien hay un énfasis creciente en la eficacia y la evidencia en el sector sin fines de lucro, por lo general este análisis se realiza presuponiendo una determinada causa, como la educación o el cambio climático. Es poco común que la causa misma sea sometida a un análisis crítico.
Los altruistas eficaces intentan elegir las causas más eficaces considerando valores ampliamente reconocidos, como la prevención del sufrimiento o la promoción del bienestar, para luego destinar el tiempo y dinero del que disponen hacia las acciones y las organizaciones que persiguen estas metas de manera eficiente. Son varias las organizaciones que realizan investigaciones en torno a la selección de causas. Muchos altruistas eficaces consideran que las causas más importantes en la actualidad son la pobreza en los países en vías de desarrollo, el sufrimiento de los animales en las granjas, y los riesgos que ponen en peligro el futuro de la humanidad. En la sección de Causas prioritarias éstas se explican en más profundidad.
Se emplea un trinomio de factores para examinar cada causa:
- Escala: se trata del grado de desvalor que puede evitar o de valor que puede promover una causa. Se debe tener en cuenta los distintos desvalores y los factores en función de los que estos pueden ser más o menos significativos, incluyendo la intensidad del daño que causan, su duración y su difusión entre los individuos.
- Dificultad: se trata del nivel de recursos cuya inversión es necesaria para tratar de forma exitosa una cierta causa.
- Desatención: se trata del grado en el que una causa permanece sin ser tratada.

Este trinomio de factores nos permite evaluar mejor en qué causa podemos tener un mejor impacto.

### Imparcialidad
Los altruistas eficaces rechazan la idea de que algunas vidas sean intrínsecamente más valiosas que otras. Por ejemplo, consideran que una persona en un país extranjero tiene el mismo valor que una persona en el propio país. Como observa Peter Singer:
"Es irrelevante que la persona a la que puedo ayudar sea el hijo de mi vecino a diez metros de distancia o un bengalí a diez mil kilómetros cuyo nombre nunca conoceré... El punto de vista moral nos exige mirar más allá de los intereses de nuestra propia sociedad. En el pasado... esto probablemente no haya sido factible, pero hoy sí lo es. Desde el punto de vista moral, prevenir la muerte de millones de personas fuera de nuestra sociedad debe considerarse al menos tan apremiante como respetar las reglas de propiedad dentro de nuestra sociedad."
Además, muchos altruistas eficaces consideran que las generaciones futuras tienen el mismo valor moral que las personas actualmente existentes, y por esta razón concentran sus energías en reducir las riesgos que ponen en peligro el futuro de la humanidad. Otros creen que los intereses de los animales no-humanos deben recibir el mismo peso moral que intereses humanos equivalentes, y se concentran consiguientemente en reducir el sufrimiento de los animales, en particular el de los animales en granjas factoría.

### Riqueza comparativa
Los altruistas eficaces creen que, como afirma Peter Singer, "si está en nuestra mano impedir que algo malo ocurra, sin que por ello sacrifiquemos nada de importancia moral comparable, estamos moralmente obligados a hacerlo". Cualquiera con un sueldo anual de más de 30.000€ (PPA) pertenece al 1% de gente más rica del mundo. Por tanto, muchos donan una parte importante de su salario a organizaciones altamente eficaces, ya que esto no les obliga a prescindir de cosas importantes.

### Razonamiento contrafáctico
Los altruistas eficaces sostienen que el razonamiento contrafáctico es importante para determinar el impacto de un curso de acción.  Muchas personas asumen que la mejor manera de ayudar es mediante métodos directos, como trabajar para la caridad. Dado que los organismos de caridad, por lo general, pueden encontrar otras personas dispuestas a trabajar para ellos, los altruistas efectivos enfatizan la importancia de comparar el beneficio que produce alguien en una carrera altruista convencional con el beneficio que habría producido el candidato que habría sido contratado por el organismo si la persona en cuestión hubiera seguido otra carrera. De acuerdo con este razonamiento, el impacto de elegir una carrera altruista convencional probablemente sea menor de lo que parece.
Algunos altruistas eficaces favorecen la estrategia denominada "ganar para donar". Esta estrategia consiste en elegir una carrera altamente lucrativa con el objetivo explícito de donar un porcentaje significativo de los ingresos a un organismo de caridad. Muchos altruistas eficaces que practican esta estrategia trabajan en Wall Street o en Silicon Valley como analistas de finanzas o ingenieros de software. Es importante destacar que si bien ésta es una de las maneras en que los altruistas eficaces buscan tener un impacto en el mundo, no es en absoluto la única, y solo una minoría de los altruistas eficaces practican "ganar para donar". Otras estrategias favorecidas por los altruistas eficaces incluyen la investigación de alto impacto, la creación de organizaciones eficaces, y el activismo político.

## Causas prioritarias
El altruismo efectivo tiene como objetivo trabajar en los problemas donde se pueda hacer el mayor bien.
Para ello, se comparan varios problemas y se selecciona el que tiene la expectativa más prometedora de maximizar el bien (minimizar el sufrimiento). En la práctica, los miembros del movimiento se han centrado principalmente en las siguientes cuatro áreas problemáticas.

### Poner fin a la pobreza extrema mundial

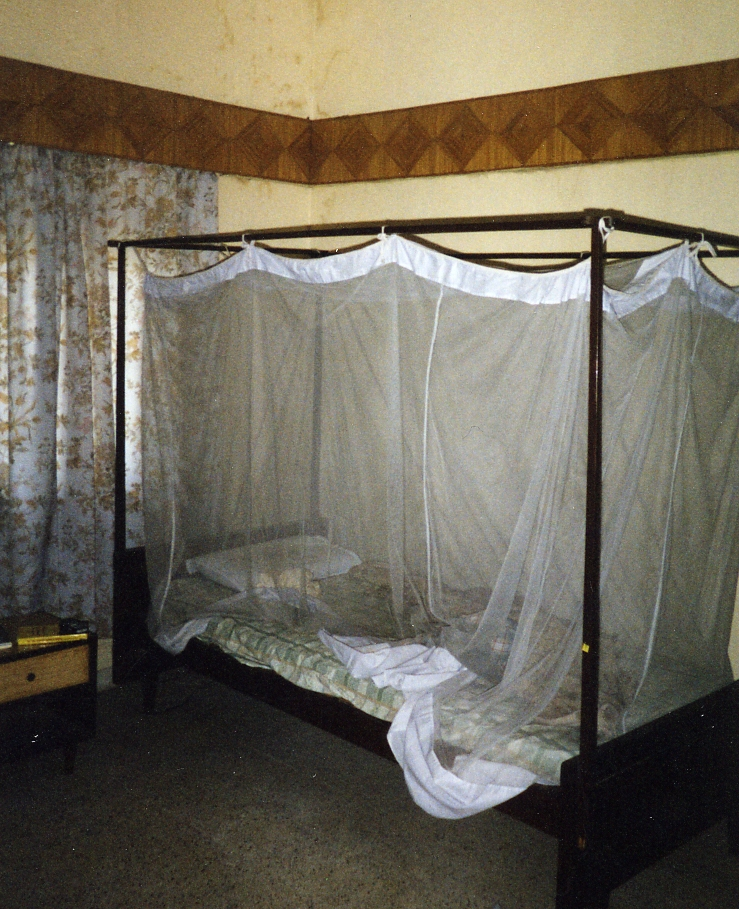
Repartir mosquiteras es una de las medidas más efectivas para combatir la malaria.

La lucha contra la pobreza mundial y para la mejora de la salud global fue el centro de atención de algunas de las primeras y más prominentes organizaciones del altruismo eficaz.
El evaluador de agencias de ayuda GiveWell examina la relación coste-efectividad de las organizaciones de ayuda y estima que algunas organizaciones de ayuda trabajan significativamente más eficazmente que otras.
GiveWell argumenta que el valor de las donaciones en el área de la reducción de la pobreza y el cuidado de la salud es más alto en los países en desarrollo.
Por lo tanto, son principalmente las organizaciones de estas áreas las que se recomiendan como Malaria Consortium, la Fundación Contra la Malaria, Schistosomiasis Control Initiative, Deworm the World Initiative y GiveDirectly.
Basándose en las recomendaciones de GiveWell, la organización Giving What We Can promueve las organizaciones de ayuda con una mejor relación coste-efectividad para la reducción de la pobreza. La organización The Life You Can Save, fundada por el filósofo Peter Singer, persigue objetivos similares y lleva el mismo nombre que su libro.
En el mundo de habla hispana no hay ninguna organización que realice sus propias investigaciones sobre los principios del altruismo efectivo en esta área. Sin embargo, la organización ayudaefectiva.org traduce al español partes de las recomendaciones de Givewell y ofrece consejos de donación según los criterios del altruismo efectivo.
Además de las estrategias directas como campañas de prevención de enfermedades o transferencia de dinero en efectivo, también hay interés en cambios sociales, políticos y económicos que faciliten la eliminación de la pobreza mundial a largo plazo.

### Reducir el sufrimiento animal

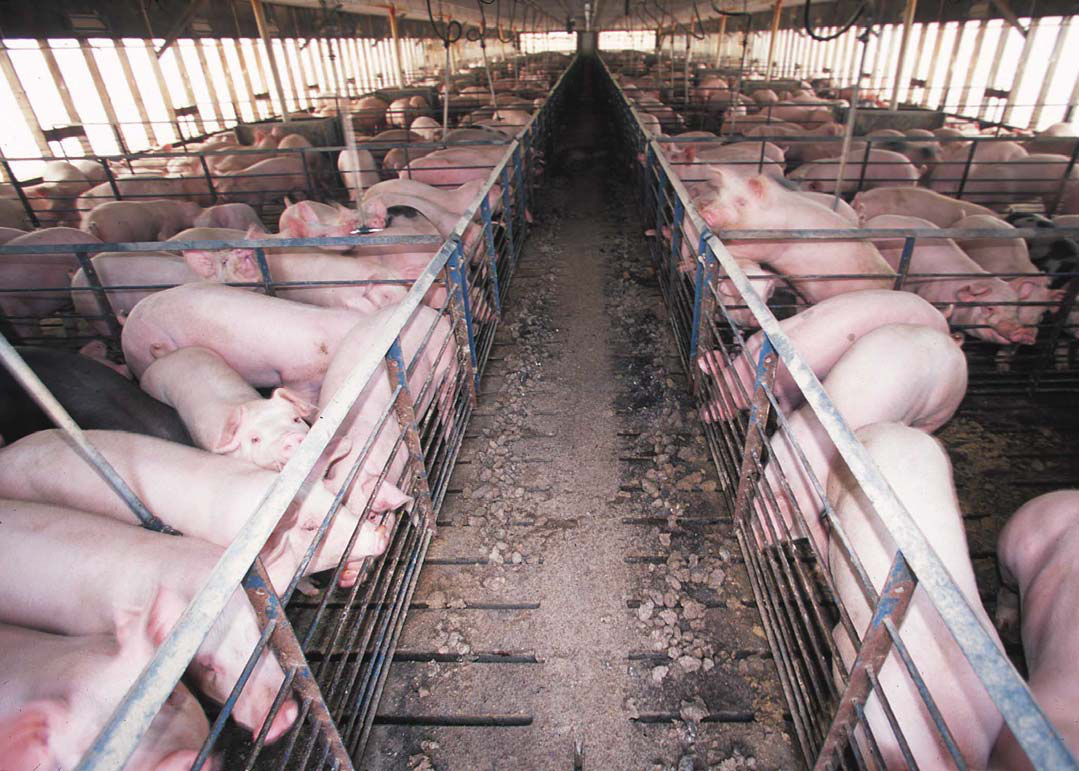
La ganadería intensiva provoca mucho sufrimiento a millones de animales.

Muchos altruistas eficaces consideran que la reducción del sufrimiento de los animales es una importante prioridad moral y ven maneras eficaces de contribuir a ello.
Según estimaciones de la Organización de las Naciones Unidas para la Agricultura y la Alimentación (FAO) y de la organización británica Fishcount cada año se matan 60.000 millones de animales terrestres y entre 1.000 y 2.700 millones de peces individuales para el consumo humano.
Una de las formas más eficaces identificadas es centrándose en la ganadería intensiva. A pesar de que los animales de granja representan más del 99% de todos los animales utilizados y matados por el ser humano, sólo el 1% de las donaciones a organizaciones benéficas relacionadas con los animales se destinan a aquellas que se centran específicamente en ayudar a los animales de granja. Además, sólo el 3% del total de las donaciones a organizaciones benéficas se destina a causas animales o medioambientales.
El filósofo Singer sostiene que los altruistas eficaces que quieran trabajar por el bienestar de los animales deberían dar prioridad a la cría en fábricas sobre otras áreas problemáticas más populares y menos descuidadas, como el bienestar de los animales domésticos. Por ejemplo, suponiendo un cierto nivel de conciencia y el dolor asociado de los pollos, parece apropiado dar prioridad a los esfuerzos por abolir la agricultura industrializada.
Desde una perspectiva ética, el sufrimiento de los animales salvajes también podría ser relevante para los Altruistas Efectivos.
La organización Animal Charity Evaluators (ACE), que surgió del movimiento, evalúa y compara las organizaciones de beneficencia que trabajan en favor de los animales sobre la base de su eficacia en función de los costos y su transparencia. ACE se centra en las organizaciones que trabajan para abolir la agricultura industrial.

### Proteger al mundo de los riesgos catastróficos globales

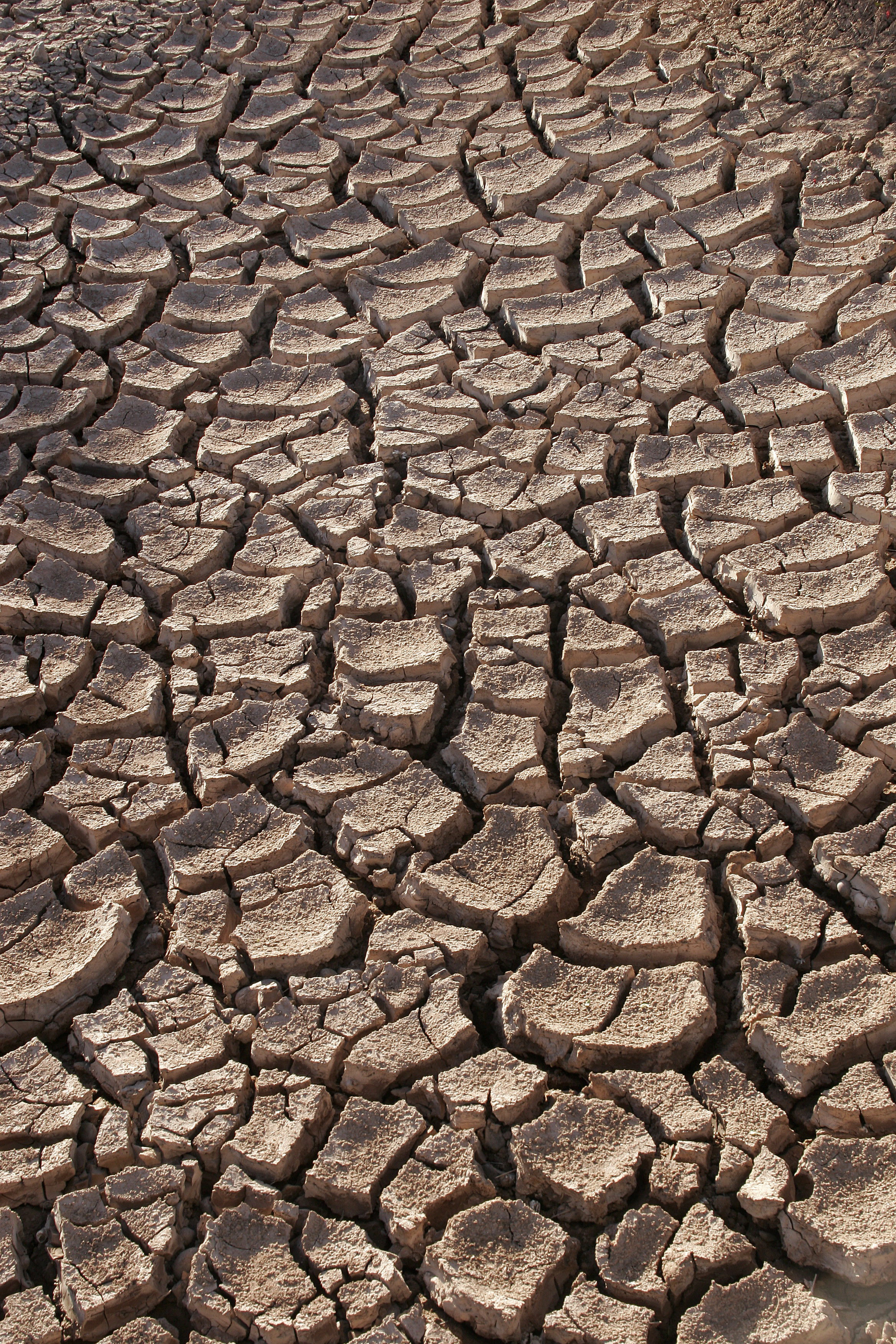
El cambio climático supone un riesgo catastrófico.

Algunos altruistas eficaces creen que el futuro lejano es extremadamente importante. Específicamente, creen que el valor total de las futuras generaciones (felicidad y tristeza potencial, riqueza, etc) es mucho mayor que el de la gente que vive actualmente.
Algunos investigadores han encontrado psicológicamente difícil contemplar la contrapartida. Toby Ord ha declarado que "como hay tanto trabajo por hacer para arreglar el sufrimiento innecesario en el presente, he tardado en mirar hacia el futuro". Las razones que Ord dio para trabajar en cuestiones a largo plazo incluyen la creencia de que la prevención del sufrimiento a largo plazo está aún más descuidada que las causas relacionadas con el sufrimiento actual, y que los residentes del futuro son aún más impotentes para poder influir y reducir los riesgos causados por los acontecimientos actuales.
Filosóficamente, los intentos de reducir el sufrimiento de las poblaciones futuras (dado que existen) dependen de las actitudes hacia el descuento de tiempo puro, y las iniciativas centradas en la prevención de la extinción humana (en contraposición a la prevención de otros futuros distópicos) dependen además de las actitudes hacia la ética de la población a fin de compararlas con los escenarios en los que las poblaciones futuras no existen. Peter Singer ha argumentado que el riesgo existencial no debería ser "la cara pública dominante del movimiento de altruismo efectivo", ya que al hacerlo se limitaría drásticamente el alcance del movimiento.
En particular, se suele destacar la importancia de abordar los riesgos existenciales, como los peligros asociados a la biotecnología, la inteligencia artificial y cambio climático, que son objeto de investigación extensiva. Dado que a menudo no es factible utilizar la ciencia empírica (como los ensayos de control aleatorios) para medir la probabilidad de un riesgo existencial, investigadores como Nick Bostrom han utilizado otros métodos, como la obtención de opiniones de expertos, para estimar su importancia.
Toby Ord también ha intentado estimar el riesgo existencial en su libro The Precipice: Existential Risk and the Future of Humanity.
| Riesgo existencial                  | Probabilidad de catástrofe existencial en los próximos 100 años |                               |                  |
| ----------------------------------- | --------------------------------------------------------------- | ----------------------------- | ---------------- |
| Riesgo existencial                  | Probabilidad de catástrofe existencial en los próximos 100 años | Impacto de asteroide o cometa | ~ 1 en 1,000,000 |
| Erupción supervolcánica             | ~ 1 en 10,000                                                   |                               |                  |
| Explosión estelar                   | ~ 1 en 1,000,000,000                                            |                               |                  |
| Riesgo natural total                | ~ 1 en 10,000                                                   |                               |                  |
| Guerra nuclear                      | ~ 1 en 1,000                                                    |                               |                  |
| Cambio climático                    | ~ 1 en 1,000                                                    |                               |                  |
| Pandemia de origen natural          | ~ 1 en 10,000                                                   |                               |                  |
| Pandemia diseñada                   | ~ 1 en 30                                                       |                               |                  |
| Inteligencia artificial no alineada | ~ 1 en 10                                                       |                               |                  |
| Riesgos antropogénicos imprevistos  | ~ 1 en 30                                                       |                               |                  |
| Otros riesgos antropogénicos        | ~ 1 en 50                                                       |                               |                  |
| Riesgo antropogénico total          | ~ 1 en 6                                                        |                               |                  |
| Riesgo existencial total            | ~ 1 en 6                                                        |                               |                  |

Existen organizaciones dedicadas a la investigación del futuro lejano y a concienciar sobre estos temas, tales como el Instituto del Futuro de la Humanidad, el Centro para el Estudio del Riesgo Existencial, y el Instituto del Futuro de la Vida. MIRI (Machine Intelligence Research Institute) se enfoca en el desarrollo de inteligencia artificial amigable.
Los mayores riesgos catastróficos identificados hasta el momento son:

#### Inteligencia artificial
El rápido progreso en el aprendizaje de las máquinas ha planteado la posibilidad de que los algoritmos puedan algún día realizar la mayoría o todas las tareas mentales que actualmente realizan los humanos. Esto podría conducir en última instancia a máquinas que son mucho mejores en estas tareas que los humanos.
Estos avances podrían conducir a desarrollos extremadamente positivos, presentando soluciones a problemas globales ahora intratables, pero también plantean graves riesgos. La inteligencia superior de la humanidad es prácticamente la única razón por la que es la especie dominante en el planeta. Si las máquinas superan a los humanos en inteligencia, entonces, así como el destino de los gorilas depende actualmente de las acciones de los humanos, el destino de la humanidad puede llegar a depender más de las acciones de las máquinas que de las nuestras.
La organización 80,000 Hours estima que el riesgo de una catástrofe grave causada por la inteligencia de las máquinas en los próximos 100 años es de entre el 1 y el 10%.

#### Riesgos biológicos catastróficos globales
Las plagas a lo largo de la historia sugieren el potencial de los seres vivos para causar una catástrofe global. Este potencial aumenta a medida que avanza el progreso en biotecnología. Los riesgos biológicos catastróficos mundiales (RBCM) pueden constituir una parte significativa de todos los riesgos catastróficos mundiales y, de ser así, una amenaza creíble para la humanidad.
A pesar de los amplios esfuerzos existentes en campos cercanos como la biodefensa y la salud pública, los RBCM siguen siendo un gran desafío que es plausiblemente descuidado y manejable. La cartera de trabajos existente suele pasar por alto riesgos de esta magnitud, y en gran medida no se centra en los mecanismos por los que es más probable que se produzcan esos desastres.
Superpoblación humana. Muchos científicos consideran la superpoblación como el mayor riesgo para la humanidad.

#### Seguridad nuclear
Las armas nucleares que se encuentran activadas en todo momento tienen el potencial de matar a cientos de millones de personas directamente, y a miles de millones debido a los efectos posteriores en la agricultura. Suponen un riesgo desconocido de extinción humana debido a la posibilidad de un "invierno nuclear" y un colapso social del que nunca nos recuperamos. Hay muchos ejemplos en la historia de momentos en los que los EE. UU. o Rusia estuvieron cerca de usar accidental o deliberadamente sus armas nucleares.
La seguridad nuclear ya es un tema de gran interés para los gobiernos, lo que hace más difícil tener un efecto en la situación en comparación con lo que sería de otra manera.

#### Cambio climático
Si nos limitamos a cumplir los compromisos nacionales actuales en el marco del Acuerdo de París para reducir las emisiones, los investigadores han estimado que podríamos tener un 50% de posibilidades de experimentar un calentamiento superior a 3,5 °C, y un 10% de posibilidades de experimentar un calentamiento superior a 4,7 °C, para el año 2100 (en relación con las temperaturas de 1850-1900).
También existe una posibilidad nada despreciable de que podamos ver mayores aumentos de las temperaturas mundiales, especialmente si no reducimos las emisiones de acuerdo con los compromisos actuales, en cuyo caso los daños podrían ser mucho peores. Especialmente en los escenarios más extremos, un clima que se calienta puede aumentar el riesgo de extinción humana o de colapso de la civilización.

### Meta-activismo
Partes del movimiento ven el meta-activismo indirecto como un enfoque más efectivo comparado con la solución directa de los problemas. Esto incluye la recaudación de fondos para organizaciones efectivas, la construcción del movimiento del altruismo efectivo y la investigación de estrategias efectivas para la difusión de normas sociales. Muchos altruistas efectivos argumentan que el meta-activismo puede ser usado como un multiplicador para el impacto social, por ejemplo cuando una organización de recaudación de fondos recauda más de un euro por cada euro gastado en otras organizaciones de ayuda efectivas.
Varias organizaciones se han comprometido explícitamente con el meta-activismo, aunque esta clasificación no siempre es clara. En el mundo de habla inglesa, estos incluyen el Centro para el Altruismo Efectivo como una organización paraguas e incubadora de proyectos con sede en Oxford. Asociadas con el CEA están las organizaciones Giving What We Can y 80,000 Hours, fundadas por William MacAskill. Giving What We Can tiene como objetivo animar a la gente a donar al menos el diez por ciento de sus ingresos a causas benéficas efectivas. La comunidad internacional resultante en 2019 estará formada por aproximadamente 4300 personas. La organización "80.000 Horas" explora las opciones para las elecciones de carreras éticas. También considera las formas indirectas de una carrera ética, como ganar un alto salario en una carrera convencional y donar parte de él, pero también las formas más directas, como la investigación científica.

## Actuaciones
La parte filosófica o intelectual del altruismo efectivo, descrita anteriormente, consiste en aprender a hacer el mayor bien mediante el uso de la evidencia y el razonamiento. La parte conductual o práctica es sobre el uso de lo aprendido para tratar de hacer el mayor bien a través de actividades altruistas.

### Donación
El altruismo efectivo fomenta una importante donación caritativa. Algunos creen que es un deber moral aliviar el sufrimiento a través de las donaciones si las compras que uno renuncia a donar no le causan un sufrimiento comparable al suyo, conduciendo a algunos de ellos a llevar un estilo de vida frugal para dar sustancialmente más de lo que es típico en su sociedad.

#### Compromisos de donación
Giving What We Can (GWWC) es una organización cuyos miembros se han comprometido a donar al menos el 10% de sus ingresos durante el resto de su vida laboral a las causas que consideren más eficaces. GWWC fue fundada en 2009 por Toby Ord, un filósofo moral, que vive con 18.000 libras (27.000 dólares) al año y dona el resto de sus ingresos a la caridad.
El Founders Pledge (en español "Compromiso de los Fundadores") es una iniciativa similar dirigida por la organización sin fines de lucro Founders Forum for Good, en la que los fundadores de empresas nuevas se comprometen legalmente a donar al menos el 2% de sus ingresos personales a obras de caridad en caso de que vendan su negocio.
Para enero de 2019, tres años después de su lanzamiento, más de 1400 empresarios se han comprometido a aportar un valor total estimado de 700 millones de dólares sobre la base del capital de los fundadores y la valoración de las empresas, y se han recaudado al menos 91 millones de dólares.

#### Evaluadores
Mientras que muchos evaluadores utilizan como indicador importante la fracción de las donaciones que se gasta en gastos de programas frente a los gastos generales administrativos, los evaluadores en el altruismo eficaz se centran únicamente en la efectividad del trabajo de la organización benéfica. Consideran que la variación en la rentabilidad de las organizaciones benéficas se debe en gran medida a la variación en la naturaleza de las causas en las que operan las organizaciones benéficas y, por lo tanto, realizan evaluaciones en amplias áreas de trabajo.
Algunos de los evaluadores de organizaciones benéficas siguiendo los principios del altruismo efectivo son:
- GiveWell
- Animal Charity Evaluators
- Founders Pledge
- Giving What We Can - hasta 2017.
- Open Philanthropy Project

### Elección de carrera profesional
Los altruistas eficaces han argumentado que la selección de la carrera de uno es un determinante importante de la cantidad de bien que uno hace, tanto directamente (a través de los servicios que uno proporciona al mundo) como indirectamente (a través de las formas en que uno dirige el dinero ganado sobre la base de la carrera).
80.000 Horas es una organización de la comunidad del altruismo efectivo que lleva a cabo investigaciones sobre qué carreras tienen el mayor impacto social positivo y proporciona asesoramiento profesional basado en esas investigaciones. Considera métodos indirectos de empleo altruista, como ganar un alto salario en una carrera convencional y donar una parte del mismo, así como prácticas directas, como la investigación científica. Fue cofundado por William MacAskill y Benjamin Todd.
Ganar para dar se ha propuesto como una posible estrategia para los altruistas efectivos. Esta estrategia implica elegir trabajar en carreras de alta remuneración con el objetivo explícito de donar grandes sumas de dinero a la caridad. 
MacAskill argumenta que incluso podría valer la pena ganar para dar en carreras moralmente controvertidas, ya que el impacto marginal de tomar un trabajo no ético es pequeño si alguien más lo hubiera tomado a pesar de todo, mientras que el impacto contrafáctico de las donaciones sería grande. 
Sin embargo, 80.000 Horas ha argumentado más recientemente que es mejor evitar las carreras que causan un daño directo significativo, incluso si parece que las consecuencias negativas serían superadas por las donaciones. Esto se debe a que a menudo hay daños ocultos en el seguimiento de carreras poco éticas, y porque piensan que es importante tener en cuenta la incertidumbre moral.

## Historia del movimiento social

### Primeros pasos del altruismo eficaz (2009-2012)
El movimiento que se identifica con el nombre de altruismo eficaz fue creado a principios del siglo XXI como una comunidad alrededor de Giving What We Can (en español "Dando lo que podamos"), fundada en el 2009 por el filósofo Toby Ord con la ayuda del también filósofo William MacAskill.
Esos dos grupos, aunque planeaban incorporarse como organización benéfica bajo una nueva organización paraguas, celebraron una votación a finales de 2011 para elegir un nombre para la nueva organización; ganó el nombre "Centro para el Altruismo Efectivo".
Ruairí Donnelly creó el grupo de Facebook "Altruistas Efectivos" en noviembre de 2012, y el movimiento ganó una mayor exposición con la charla de Peter Singer en TED "El por qué y el cómo del altruismo efectivo" en mayo de 2013.
Otras contribuciones al movimiento social fueron los escritos de filósofos como Singer sobre la ética aplicada y Bostrom sobre la reducción del riesgo de extinción humana, la fundación de organizaciones como GiveWell y The Life You Can Save, y la creación de foros de Internet como LessWrong.

### Conferencias sobre altruismo eficaz (2013)
Desde el año 2013 se organizan conferencia sobre altruismo eficaz, llamadas "Effective Altruism Global".
EA Global es una reunión bianual de la comunidad del altruismo efectivo. El contenido está dirigido a los miembros existentes de la comunidad que ya tienen una sólida base de conocimientos sobre el altruismo efectivo, pero que desean adquirir habilidades, establecer contactos, dominar problemas más complejos o pasar a nuevas funciones.

### Publicación de libros influyentes (2015)
En 2015, Peter Singer publicó The Most Good You Can Do, un libro sobre el altruismo efectivo. El libro describe la filosofía y el movimiento social del altruismo efectivo y argumenta a favor de él.
En el mismo año William MacAskill publicó su libro Doing Good Better: How Effective Altruism Can Help You Make a Difference (en español, Haciendo el bien mejor: cómo el altruismo efectivo puede ayudarte a hacer la diferencia), lo que ayudó a popularizar aún más el movimiento.

### Llegada del altruismo efectivo a España (2020)
La primera fundación hispanohablante siguiendo los principios del altruismo efectivo fue Ayuda Efectiva, creada en Madrid, España en junio de 2020.

## Conocidos defensores

### Shelly Kagan

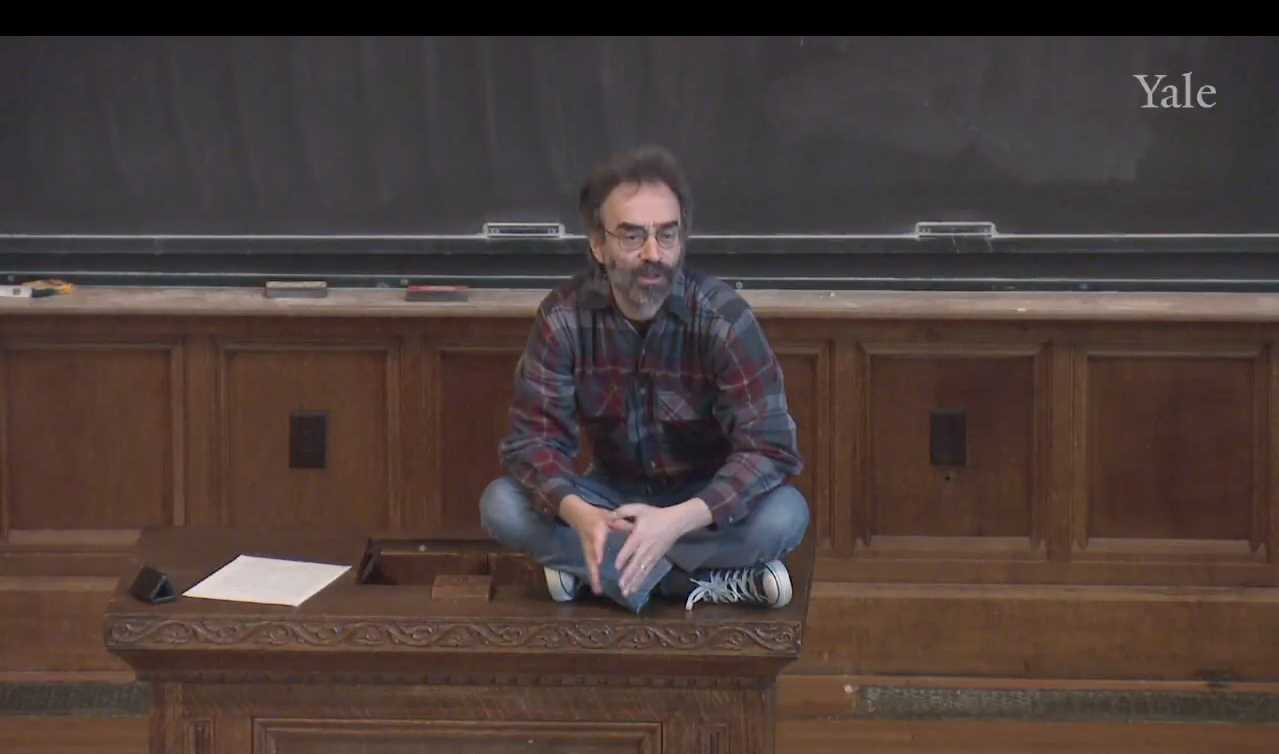
Shelly Kagan.

Shelly Kagan abre The Limits of Morality con la afirmación de que "La moralidad requiere que se elija -entre las acciones no prohibidas de otro modo- la acción que razonablemente pueda esperarse que tenga el mejor impacto general". Defiende esta afirmación con un análisis detallado tanto de los diversos puntos de vista posibles sobre las opciones morales y las limitaciones morales, como de la forma en que podrían defenderse. Observa que hay una conexión entre creer en la existencia de opciones morales y creer en la existencia de limitaciones morales; una persona que cree que hay formas de actuar de manera subóptima casi seguro que abogará por algunas restricciones en su comportamiento potencial.

### Toby Ord

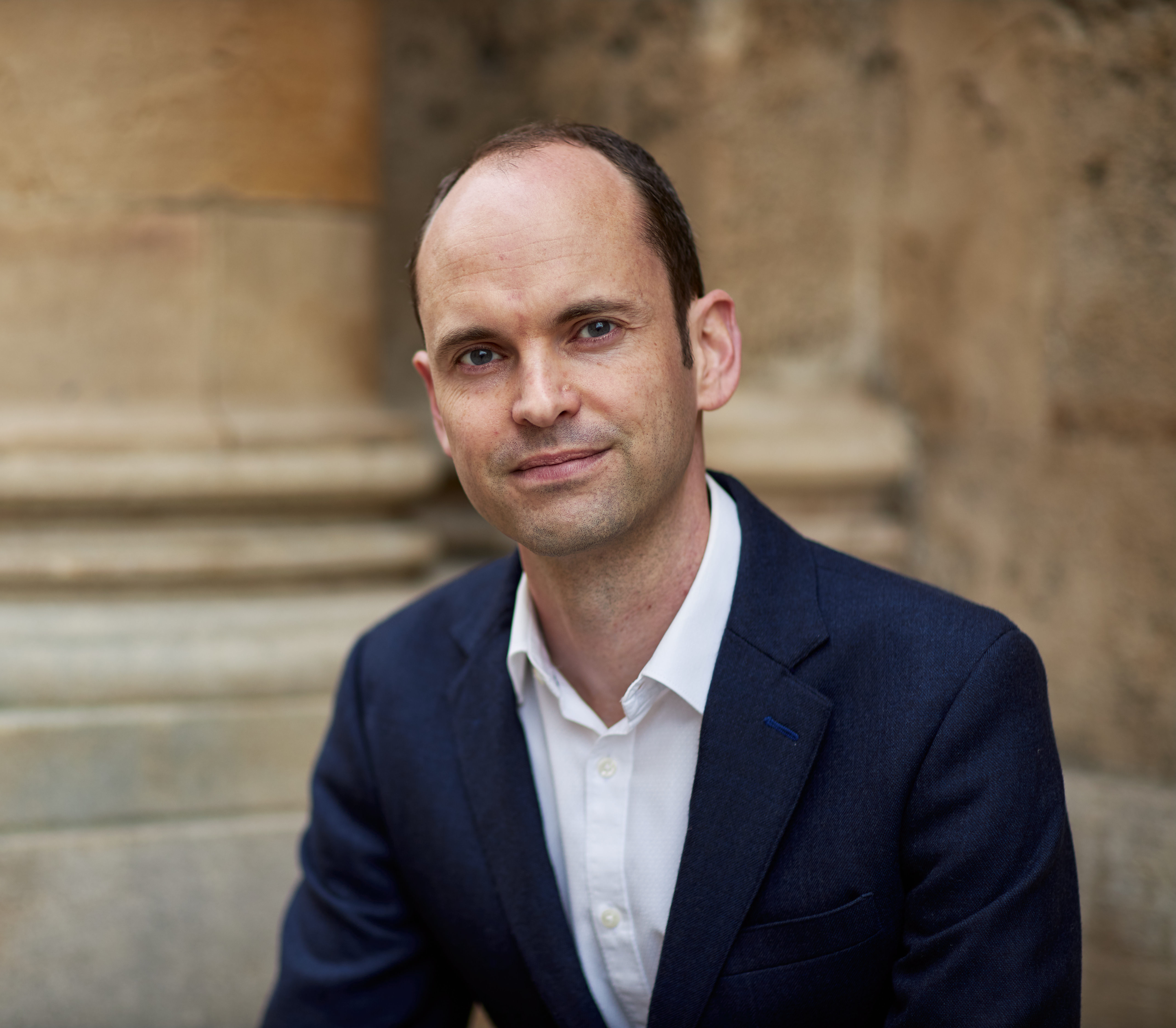
Toby Ord.

Toby Ord es un filósofo de la Universidad de Oxford. Defiende la ética consistentista y se ocupa de la pobreza mundial y los riesgos de desastre. Junto con William MacAskill fundó la organización Giving What We Can. Ord vive con 18.000 libras (20.000 euros) al año y dona el resto de sus ingresos a la caridad. En marzo de 2020 se publicó su libro The Precipice: Existential Risk and the Future of Humanity.

### William MacAskill
William MacAskill es un filósofo escocés, y uno de los promotores del movimiento de altruismo eficaz. Es profesor adjunto de filosofía en la Universidad de Oxford, investigador del Instituto de Prioridades Mundiales de Oxford y director de la Fundación de Previsión para la Investigación de Prioridades Mundiales.
MacAskill es también el cofundador y presidente de 80.000 Horas, el cofundador y vicepresidente de Giving What We Can, el cofundador del Centro para Altruismo Eficaz y el autor de los libros Doing Good Better: Effective Altruism and a Radical New Way to Make a Difference, y What We Owe the Future: A Million-Year View.

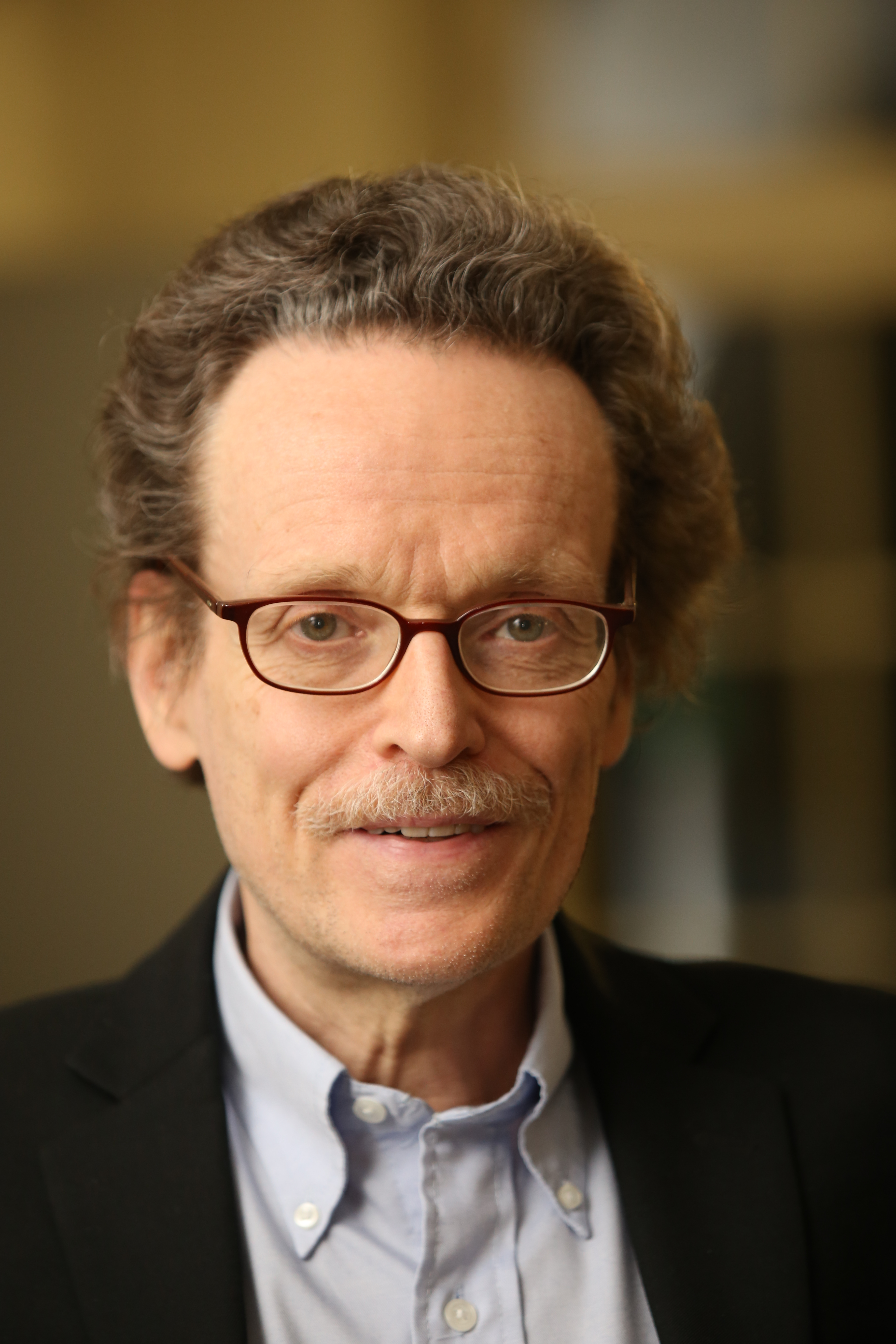
Thomas Pogge.

### Thomas Pogge
Como estudiante de John Rawls, Thomas Pogge aborda el Altruismo Efectivo desde una perspectiva menos consecuencialista. Pogge es miembro de Giving What We Can, así como del Health Impact Fund, que trata de poner a disposición de los pobres medicinas modernas a bajo costo, y de la organización Academics Stand Against Poverty, que ayuda a los científicos a tener un mayor impacto positivo sobre la pobreza en el mundo.
En el libro de Pogge World Poverty and Human Rights argumenta que los habitantes de las democracias prósperas infligen activamente sufrimiento a los habitantes de los países en desarrollo: "La mayoría de nosotros no sólo hemos hecho pasar hambre a la gente, sino que participamos en hacerla morir de hambre", yendo más allá del enfoque de Singer y Unger, que sostienen que hay que ayudar a las personas necesitadas por medio de compromisos positivos. En cambio, Pogge sostiene que la responsabilidad de ayudar a los pobres del mundo se deriva del hecho de que los habitantes de los países ricos perjudican activamente a los habitantes de otros países, por ejemplo, prestando a gobiernos corruptos.

### Peter Singer

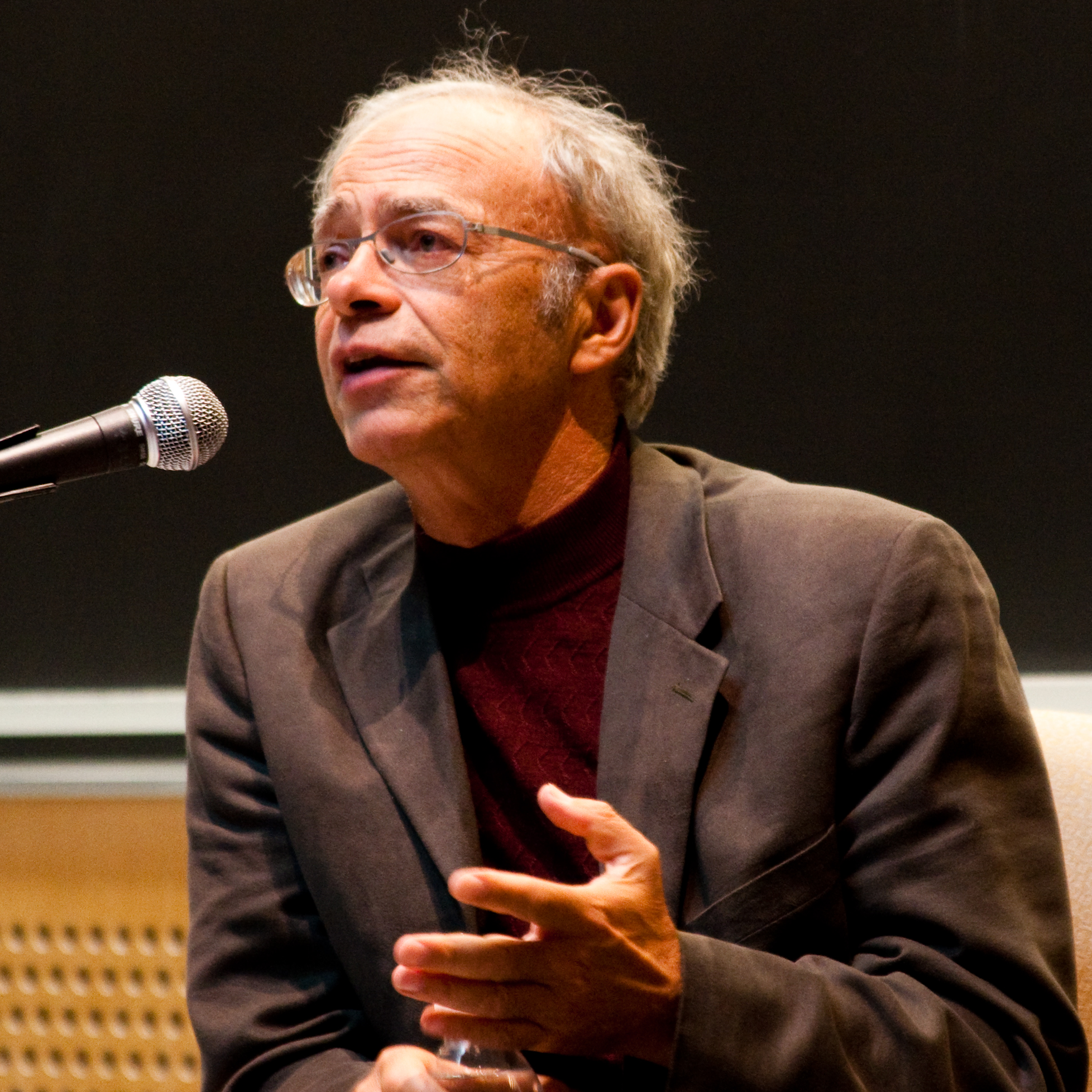
Peter Singer.

El filósofo Peter Singer ha escrito varias obras sobre el Altruismo Efectivo, incluyendo The Life You Can Save. En ellas, sostiene que la gente debería evaluar cómo pueden utilizar sus donaciones de la manera más eficaz.
Fundó la organización sin fines de lucro " The Life You Can Save", que aboga por la donación a organizaciones benéficas particularmente eficaces. El propio Singer dona al menos el 25% de sus ingresos a la caridad y es miembro de Giving What We Can.

### Peter Unger
Peter Unger es un filósofo estadounidense. En su libro Living High and Letting Die (1996) argumenta que tenemos un deber moral de hacer grandes donaciones a caridades que salvan vidas, y que una vez hemos dado todo nuestro dinero y posesiones más allá de lo mínimo necesario para sobrevivir, deberíamos dar lo que es de otros, incluso si tenemos que mendigar, pedir prestado o robar en el proceso.

## Literatura

### Raíces filosóficas
- Shelly Kagan: The Limits of Morality. Clarendon Press, Oxford 1991, ISBN 0-19-823916-5.
- Peter Unger: Living High and Letting Die. Our Illusion of Innocence. Oxford University Press, New York NY u. a. 1996, ISBN 0-19-510859-0.

### Introducciones
- William MacAskill: Doing Good Better: How Effective Altruism Can Help You Make a Difference. Avery, ISBN 978-1592409662.
- Peter Singer: The Most Good You Can Do: How Effective Altruism Is Changing Ideas About Living Ethically. Yale University Press, 978-0300219869.
- Peter Singer: The Life You Can Save: How To Do Your Part To End World Poverty. 10th Anniversary Edition. o. O. 2019. ISBN 978-1733672702.